# 雨海

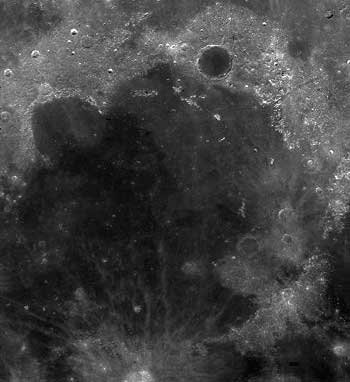
月球勘测轨道飞行器拍摄的雨海

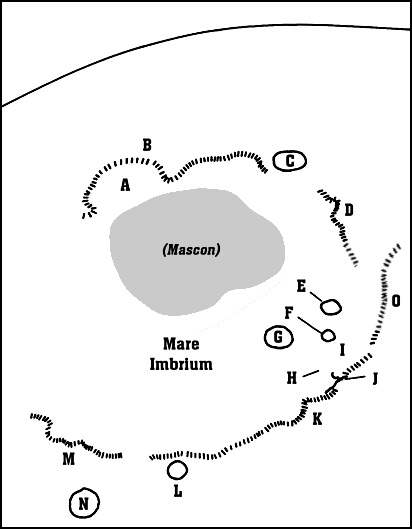
雨海地貌详图：
A – 虹湾
B – 侏羅山脈
C – 柏拉图环形山
D – 阿尔卑斯山脉
E – 阿里斯基尔环形山
F – 奥托里库斯陨石坑
G – 阿基米德环形山
H – 腐沼
I – 哈德利月溪
J – 阿波罗15号登陆点
K – 亞平寧山脈
L – 厄拉多塞陨石坑
M – 喀尔巴仟山脉
N – 哥白尼环形山
O – 高加索山脈

雨海 （拉丁語：Mare Imbrium，拉丁文的意思是「淋浴之海」或「雨之海」）是月球上布滿整个雨海撞击盆地的辽阔月海，也是太陽系中最大的撞击坑之一。雨海盆地形成于后期重轰炸期阶段一颗原行星的碰撞，后来涌出的玄武岩熔岩淹没了这一巨型坑，形成今天所见的平坦火山平原。通过铀铅测年法，估计它的年龄在39.38亿年 ± 400万年上下。撞击天体的直径估计约为250 ± 25 公里。月球月海中的特征较其它区域更少，因为熔化的岩浆填平了撞击坑并形成一个相对较平整的表面。但就雨海而言，由于后续事件改变了表面地貌，它已远不如原先那样平坦了。

## 起源
雨海可能形成于38亿年前，小行星带中一颗原行星与月球的相撞。

## 特征
雨海直径达1145公里，是月球上仅次于风暴洋的第二大月海，也是最大的撞击盆地月海。

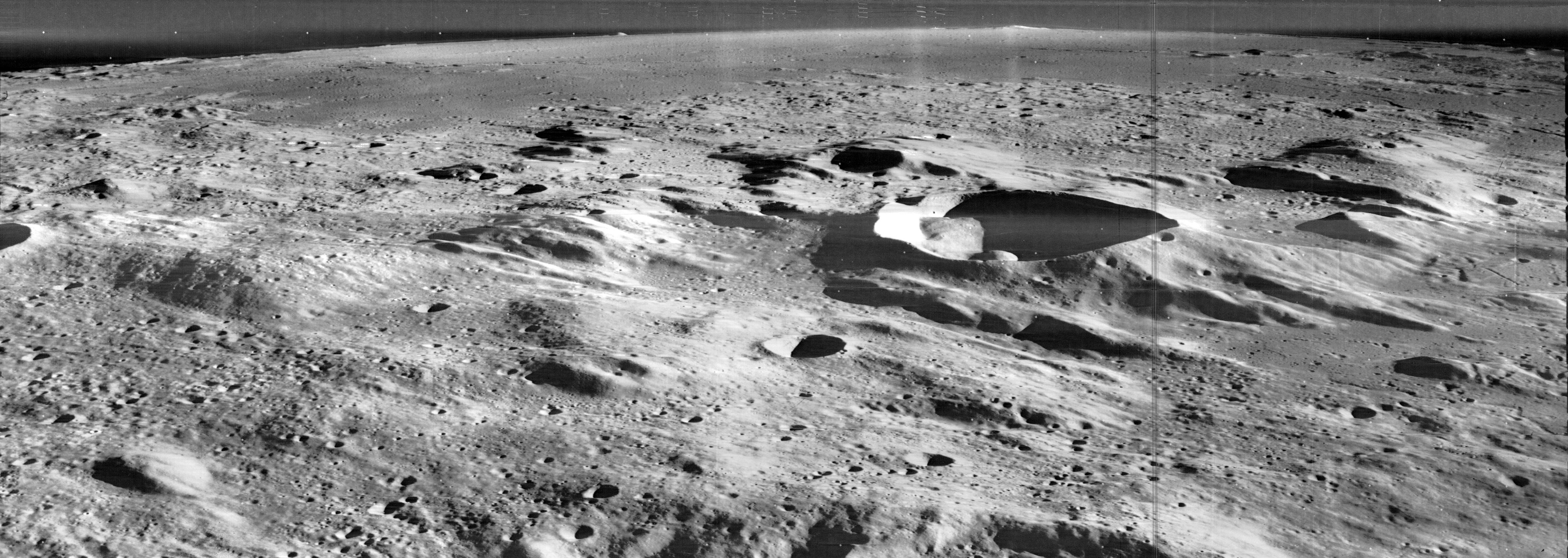
雨海刻纹斜视图，中右方是乌克特陨石坑。

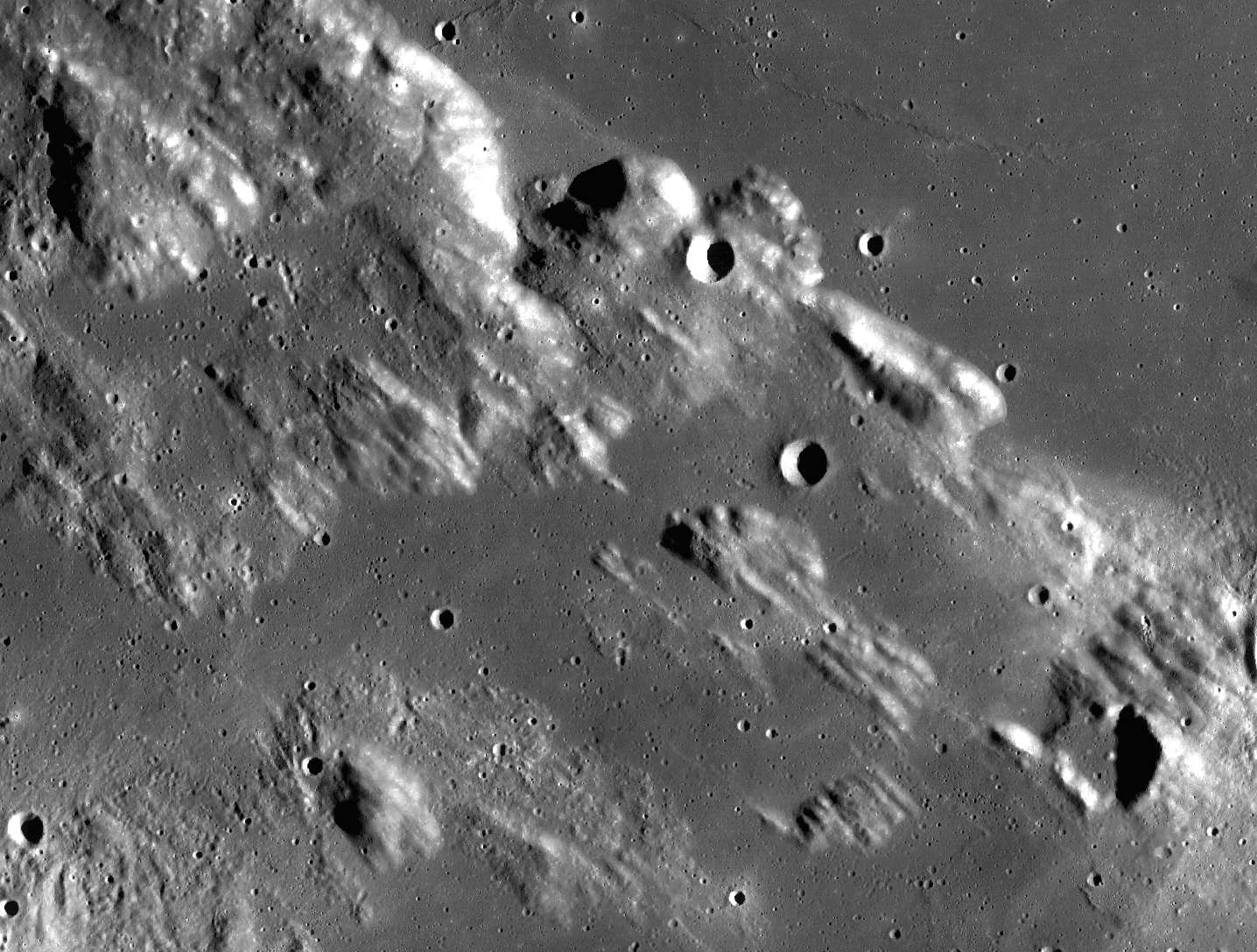
月海东南部，靠近门纳劳斯陨石坑的雨海刻纹。

雨海盆地被三道堆起于巨大撞击事件的同心环山脉所环绕，最外圈山脉环直径1300公里，它又分为数段不同的部分：南面是喀爾巴仟山脈，东南方为亚平宁山脉，东面则是嶙峻的高加索山脉，但该山脉环的北部和西侧发育情况不太好，似乎这些地方并未因雨海盆地的撞击而抬升；中圈山脉环由阿尔卑斯山脉和阿基米德陨石坑以及柏拉图环形山附近的山地所构成；最里面的一圈环直徑600公里，大部分已被月海玄武岩掩埋，只剩下一些突出于月海平原之上矮丘和山脊，大致围成一圈。
外圈山脉大约高出雨海表面7公里，月海地层一般认为厚约5公里，已知雨海盆地总深12公里。据推测，雨海撞击形成的原始坑深达100公里，但随即盆地底部立刻向上反弹。
环雨海盆地周边为撞击喷发物覆盖区，其范围向外扩展约800公里。同时，围绕盆地的还有一种被称为“雨海刻纹”的辐射状沟槽，它们被解释为从盆地中喷出的大型抛射物，以低角度掠过月表所犁出的特征，1893年，美国地质学家格罗夫·卡尔·吉尔伯特首次辨识出了这种刻纹图案。此外，遍布于月球的雨海盆地蛛网状(辐射状和同心圈交织运行)断层模式，也被认为起因于雨海大撞击，该事件差不多完全击碎了整个月球岩石圈。雨海盆地正对着的月表对跖点（背面区），为混沌地形区（范德格坑），据信是撞击震波穿透月球后聚集于此而造成。雨海宽约750英里（1,210）。
1968年，五艘月球轨道飞船上的多普勒雷达仪，都在雨海中心发现到了质量瘤或高重力区。雨海质量瘤是月球上最大的，后来的轨道器如：月球探勘者和圣杯号探测器等都确认并拍摄了分辨率更高的测绘图。

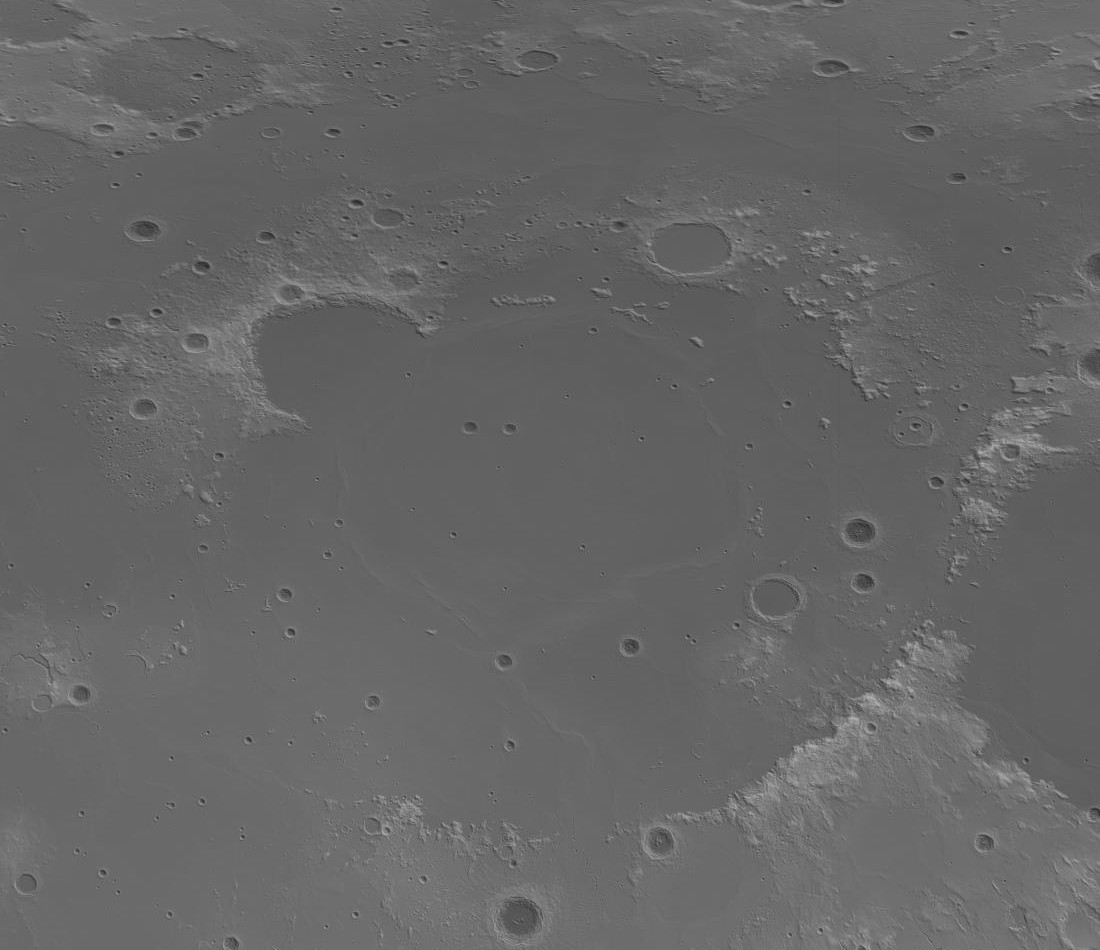
雨海地形图
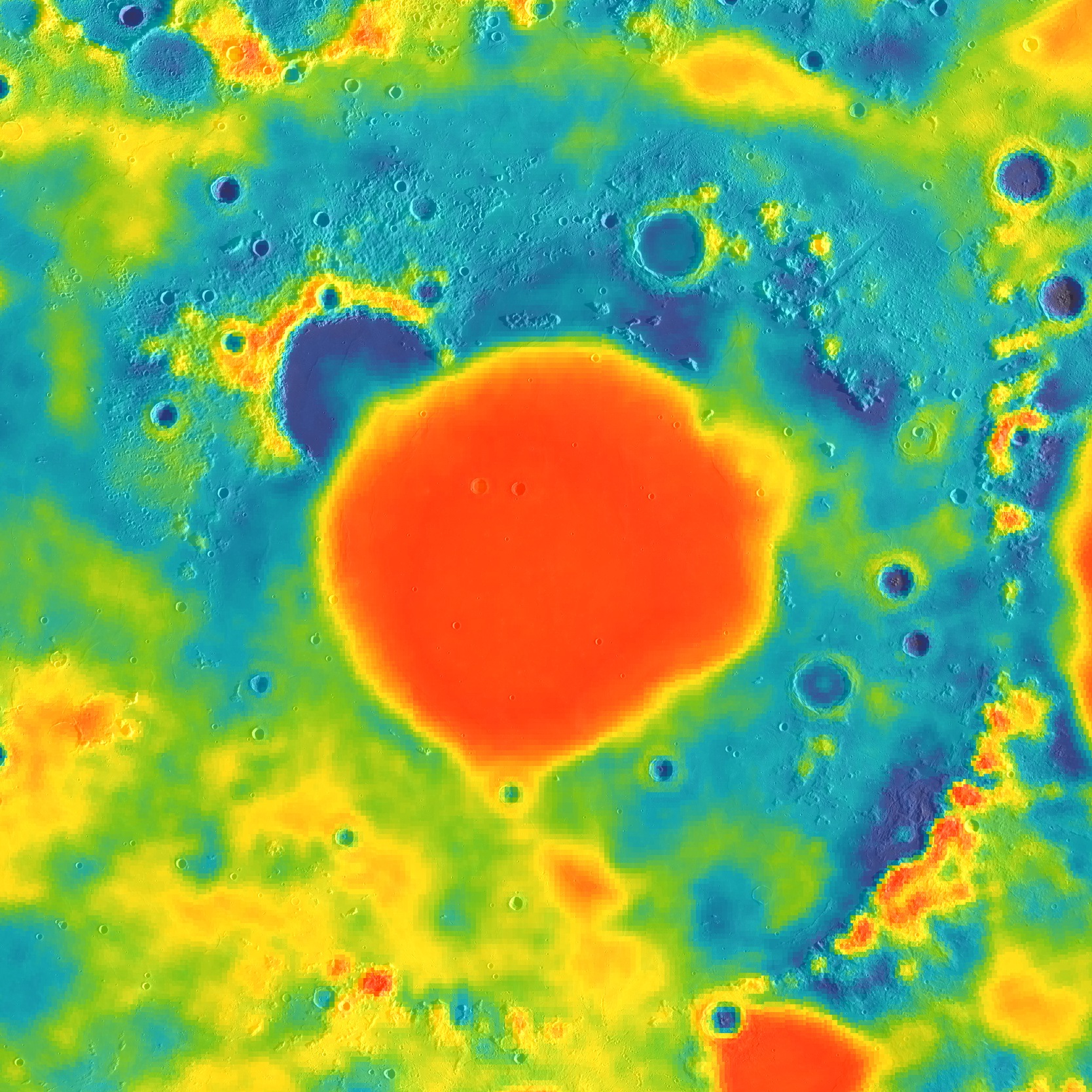
根据圣杯号飞船数据测绘的重力图

## 名称
如同月球上其他的月海一样，雨海也是乔瓦尼·巴蒂斯塔·里乔利命名的，他在1651年创建的月球命名体系已成为标准化的名称。
该月海最早的名稱可能是希臘神話的"赫卡忒圣地"；普魯塔克曾記錄古希臘将该名给予月球上最大的"地洞和深渊"，相信那儿是死者靈魂受折磨的地方。英国天文学家尤恩·阿代尔·惠特克認為這可能指雨海-是裸眼可見的"明亮斑塊中，面積最大且完整的幽暗區域"。
大約1600年，威廉·吉爾伯特在他绘制的月面圖中將雨海稱為"大東部區"(Regio Magna Orientalis)。1645年，荷兰天文学家米迦勒·弗洛伦特·范·朗伦在他的月面圖中稱该月海為"奧地利海"(Mare Austriacum)。

## 观察和探测

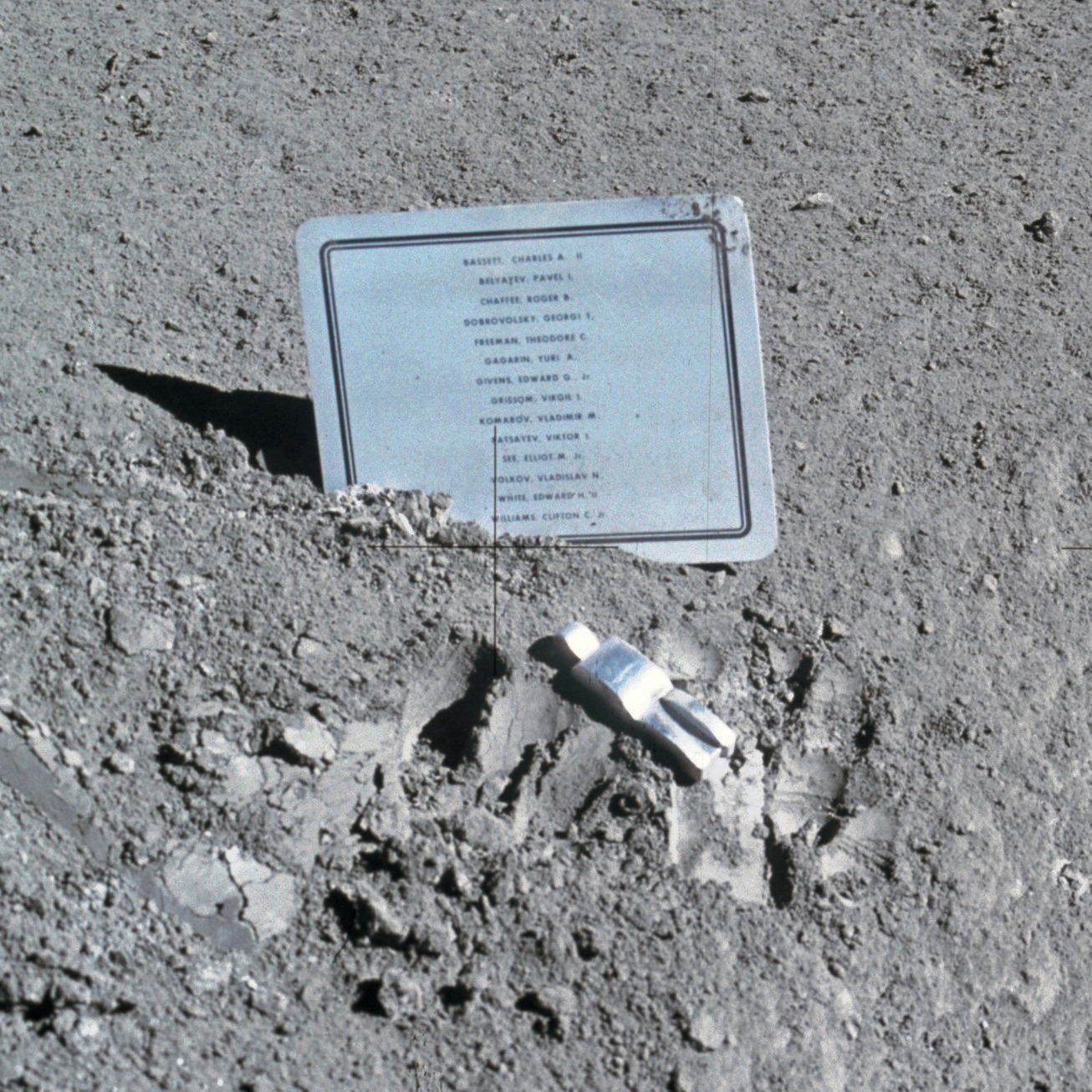
阿波羅15號宇航员留在雨海的塑像：倒下的太空人。

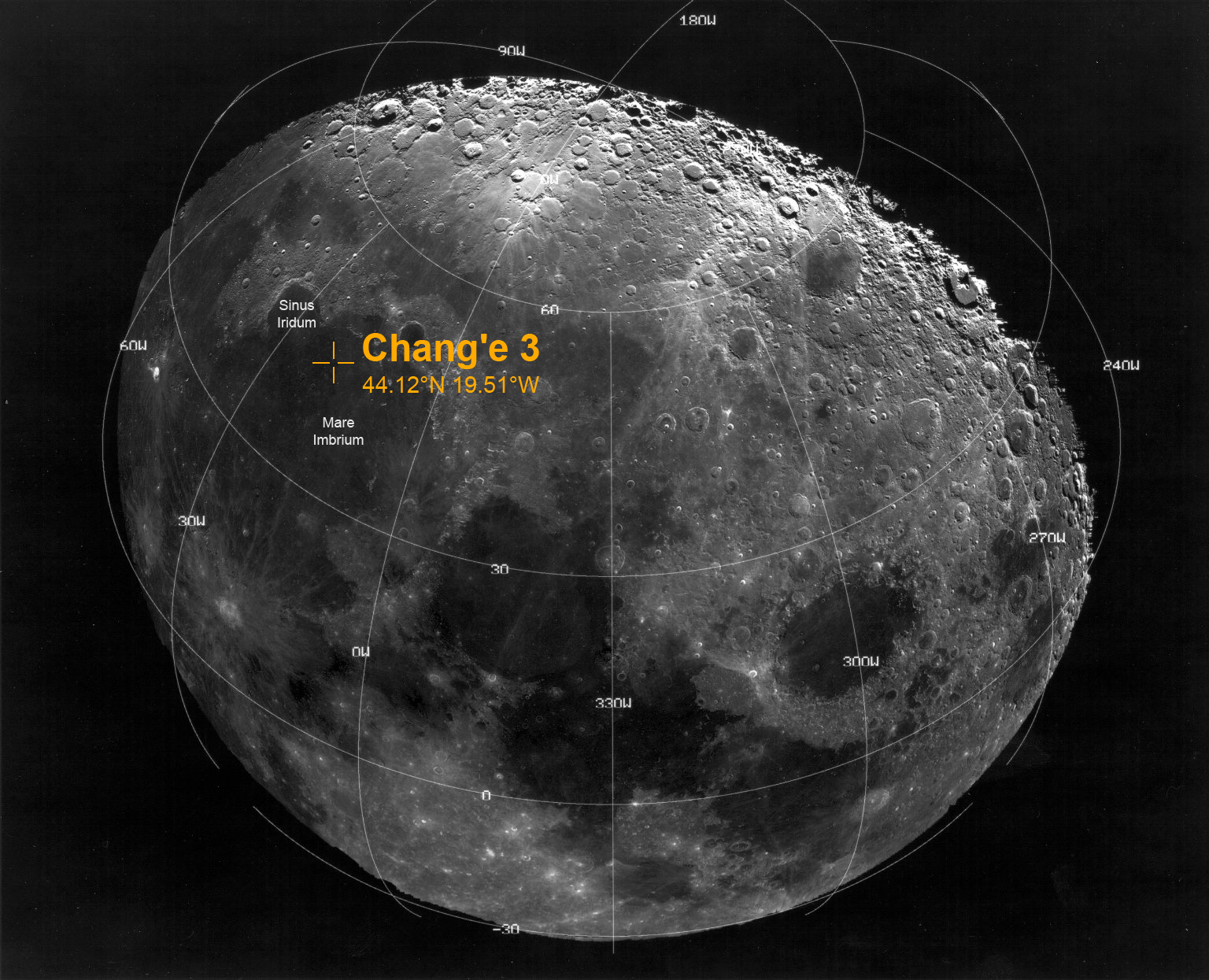
嫦娥三號计划的登陸地點是虹灣，但實際著陸地是雨海。

雨海在地球上可用裸眼看見，在西方民间传说可看到的传统“月亮人”形象中，雨海就是月亮人的右眼。

### 月球17号
1970年11月17日世界時03:47，前蘇聯的月球17號攜帶著月球車1號在雨海軟著陸(緯度38.28 N, 經度35.00)。這是降落在月球上的第一輛探測車。远程遙控的月球車1號成功运行并持續工作了数月时间。

### 阿波罗15号
1971年，美国阿波羅15號載人飞船登陸在哈德利月溪和亚平宁山脉之间的雨海东南部。指令长大衛·史考特和登月舱驾驶员詹姆斯·艾爾文在月球表面逗留了三天，包括18.5小時在月表进行的艙外活動。指令舱驾驶员阿尔弗莱德·沃尔登则留在轨道上，拍摄了数百张高分辨率的雨海(及月球其他地区)照片并获取了其它各类科学数据。月表上的乘員組首度使用阿波罗月球车探索了着陆区并带回地球77（170英磅）月岩。从哈德利·德尔塔山采集的岩样，被认为是包含有“起源石”的前雨海纪（酒海纪或前酒海纪）月壳断层块。这也是阿波罗任务仅到访过的一条月溪，观察了溪壁中可看到的月球基岩露头。
阿波羅15號的宇航员未經授權攜帶了398張紀念郵票，並在返回地球後推銷 —這導致阿波羅15號郵票醜聞。此外，宇航员未經美国宇航局同意，擅自留下倒下的宇航員雕塑，以紀念在太空探索過程中牺牲的宇航員。

### 2013年的撞击
2013年3月17日，一個物體撞击在雨海表面，產生視星等为4级的爆炸閃光，形成的陨坑可能宽约20米。这是美国航空航天局月球撞击团队自2005年开始监测以来，记录到的最明亮的撞击。

### 中國的登月
2013年12月14日，嫦娥三号降落在直径6公里的”拉普拉斯 F“陨坑以南约40公里处的雨海北部，月面坐标为 北纬44.1260°、西经19.5014°。 7小时24分钟后着陆器部署了玉兔号月球车。嫦娥三号任务尝试首次对月表下30米（98英尺） 深处的结构和月壤进行直接测量，并调查月壳下数百米深处的月球内部构造。月球车探地雷达发现了至少九处不同岩层的证据，表明该地区具有惊人复杂的地质过程，其成分与阿波罗飞船和月球探测器登陆点不同。

## 图集

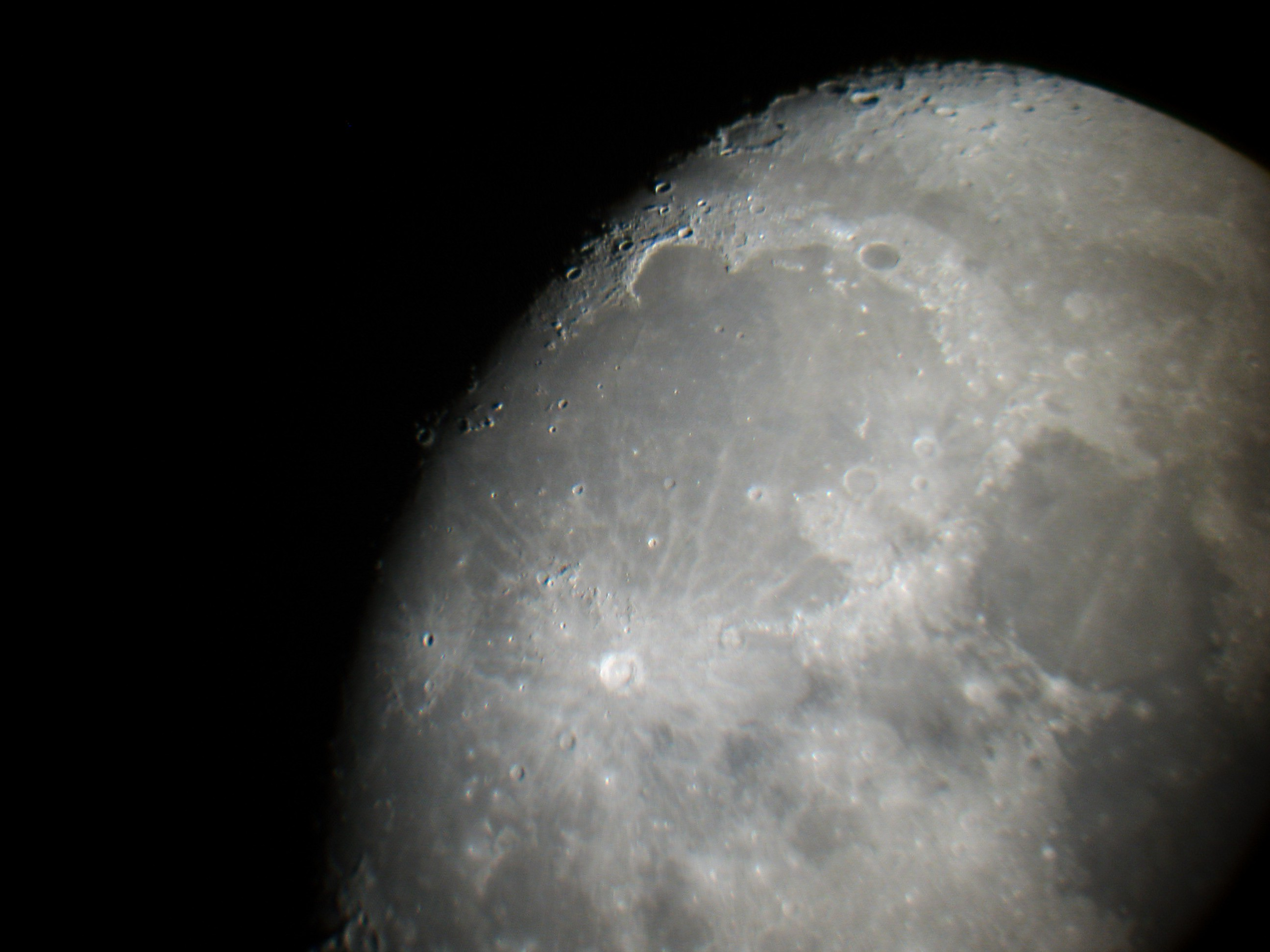
昼夜变更线上被高亮显示的雨海虹湾和侏罗山脉，下方发亮的放射状光斑为哥白尼环形山,(地球上150毫米望远镜拍摄照片)。
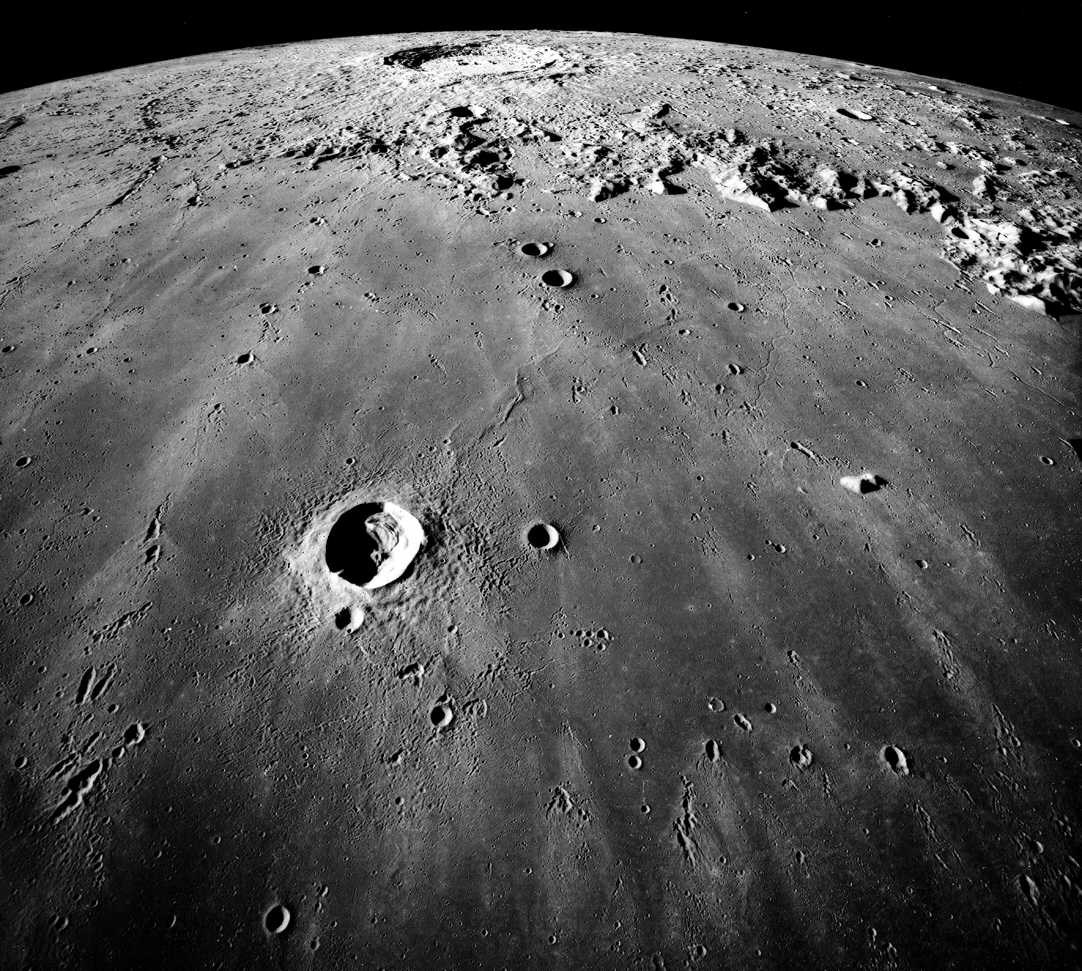
雨海南部俯瞰图：近处是皮西亚斯陨石坑(直径20公里)，哥白尼环形山(93公里)位于喀尔巴仟山脉的后方(靠近顶部)。(阿波罗17号拍摄，美国宇航局。)

## 外部連結
- Phillips, Tony. . Science@NASA. 2006-06-13  [2006-06-16]. （原始内容存档于2006-06-16）.

哈德利-亚平宁区